# ラニハイロ

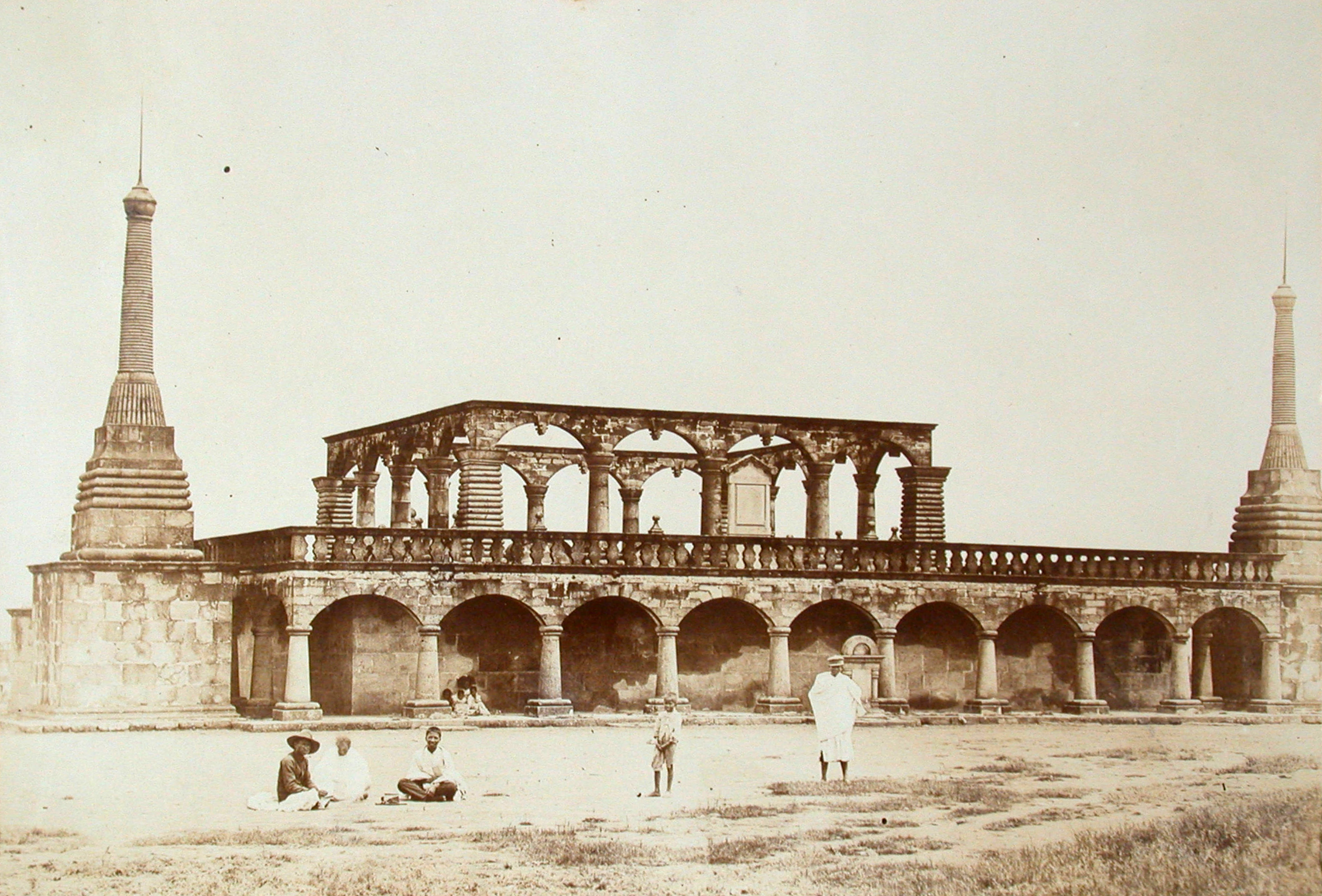
ラニハイロの墓は、アンタナナリボ近郊の、イソトリーとイソラカを結ぶ道路沿いにある。

ラニハイロ(Rainiharo、-1852年2月10日)は、マダガスカル島の中央高地にあったメリノ王国で、1833年から1852年まで首相を務めた人物である。
マダガスカル島中央高地で、メリナ人のホヴァの階級に、Ravoninahitriniarivoとして生まれた。父のAndriantsilavonandrianaは、アンヂアナンプイニメリナの顧問を務めていた。軍人として島の南東部の平定に功績をあげた後、彼は、1833年に1人目の夫を亡くしたラナヴァルナ1世の配偶者に選ばれ、軍の最高司令官に昇進し、マダガスカル首相となった。1853年に亡くなるまでこの役割を務め、死後はジャン•ラボルドがアンタナナリボの中心に建設した、特徴的な墓に埋葬された。この墓には、後に、ラニハイロの2人の息子で各々軍の最高司令官と首相を引き継いだライニヴォニナヒトリニオニとライニライアリヴニと各々の配偶者も埋葬された。
ラニハイロは、ロバート・マイケル・バランタインが著したThe Fugitivesで言及されている。